# Mats Lindgren
Mats Anders Lindgren (* 1. Oktober 1974 in Skellefteå) ist ein ehemaliger schwedischer Eishockeyspieler und -trainer, der im Verlauf seiner aktiven Karriere zwischen 1990 und 2003 unter anderem 411 Spiele für die Edmonton Oilers, New York Islanders und Vancouver Canucks in der National Hockey League (NHL) auf der Position des Centers bestritten hat. Lindgren, der in den Jahren 1993 und 1994 zweifacher Vize-Weltmeister im Juniorenbereich wurde, nahm mit der schwedischen Nationalmannschaft an den Olympischen Winterspielen 1998 im japanischen Nagano teil.

## Karriere
Lindgren durchlief die Juniorenabteilung des Skellefteå AIK, dem Eishockeyklub seiner Geburtsstadt Skellefteå. Dort debütierte der Stürmer bereits im Alter von 16 Jahren in der Profimannschaft des Klubs, die zu diesem Zeitpunkt in der zweitklassigen Division 1 beheimatet war. Mit Beginn der Saison 1991/92 war der 17-Jährige Stammspieler und sammelte in 29 Einsätzen insgesamt 22 Scorerpunkte. Im darauffolgenden Jahr steigerte er sich bei 32 absolvierten Partien auf 38 Punkte und wurde in der Folge im NHL Entry Draft 1993 bereits in der ersten Runde an 15. Position von den Winnipeg Jets aus der National Hockey League (NHL) ausgewählt. Damit war er der vierte Europäer, der im Verlauf des Drafts gewählt worden war.
Zur Saison 1993/94 wechselte das Talent schließlich innerhalb Schwedens zum höherklassigen Klub Färjestad BK in die Elitserien. Gleich nach seinem ersten Jahr, in der die Mannschaft erst über die Allsvenskan den Klassenerhalt schaffte, wurde er mit dem Årets nykomling als Rookie des Jahres ausgezeichnet. Nach dem Spieljahr 1994/95 wechselte der Angreifer schließlich nach Nordamerika, allerdings nicht zu den Winnipeg Jets, sondern zu den Edmonton Oilers. Diese hatte sich seine Transferrechte – ebenso wie Boris Mironow sowie ein Erst- und Viertrunden-Wahlrecht im NHL Entry Draft 1994 – bereits im März 1994 gesichert und dafür Dave Manson und ein Sechstrunden-Wahlrecht desselben Drafts nach Winnipeg abgegeben. In der Organisation der Oilers kam Lindgren in der Saison 1995/96 aufgrund von Verletzungen in lediglich 13 Spielen für deren Farmteam Cape Breton Oilers in der American Hockey League (AHL) zum Einsatz. Dennoch gelang es ihm mit Beginn der Spielzeit 1996/97 im NHL-Aufgebot der Edmonton Oilers zu stehen und er erreichte in den folgenden beiden Jahren jeweils mindestens 25 Scorerpunkte. Diese beiden Spieljahre stellten während seines achtjährigen Nordamerika-Engagements, die einzigen beiden Jahre dar, in denen er nahezu verletzungsfrei blieb.
Im Verlauf der Saison 1998/99 verließ der Schwede durch ein Transfergeschäft die Oilers. Gemeinsam mit einem Achtrunden-Wahlrecht im NHL Entry Draft 1999 wurde Lindgren im März 1999 im Tausch für seinen Landsmann Tommy Salo an die New York Islanders abgegeben. Dort verbrachte er drei von Verletzungen geprägte Jahre. Unter anderem verpasste er aufgrund einer langwierigen Schulterverletzung große Teile der Saison 2000/01. Im Frühjahr 2002 wurde sein auslaufender Vertrag nicht verlängert und so unterzeichnete er im November 2002 als Free Agent einen Vertrag bei den Vancouver Canucks. Die 54 Einsätze in der Spielzeit 2002/03 sollten seine letzten von insgesamt 411 Spielen in der NHL sein, da er die folgende Saison aufgrund einer Rückenverletzung komplett verpasste. Im Januar 2005 gab er schließlich aufgrund anhaltender Rückenprobleme im Alter von 30 Jahren sein Karriereende bekannt.
In der Folge begann Lindgren als Trainer tätig zu werden. Er kehrte nach Schweden zurück und war ab der Saison 2005/06 als Assistenztrainer bei seinem Heimatverein Skellefteå AIK tätig, mit dem am Saisonende der Aufstieg in die Elitserien gelang. In den folgenden vier Jahren half er mit, den Klub in der höchsten schwedischen Spielklasse zu etablieren. Seine zweite und zugleich letzte Trainerstation war der Assistenztrainerposten beim AIK Solna zwischen 2012 und 2014. 

### International
Auf internationaler Ebene vertrat Lindgren sein Heimatland sowohl im Junioren- als auch Seniorenbereich. Bei den Junioren kam der Mittelstürmer in den Jahren 1991 und 1992 bei der U18-Junioren-Europameisterschaft sowie in den Jahren 1993 und 1994 bei der U20-Junioren-Weltmeisterschaft zu Einsätzen. Dabei konnte er im Jahr 1992 den Vize-Europameistertitel sowie 1993 und 1994 den Vize-Weltmeistertitel erringen. Zum Gewinn der Silbermedaille im Jahr 1994 trug er mit neun Scorerpunkten in sieben Turniereinsätzen maßgeblich teil.
Sein einziges großes internationales Turnier mit der schwedischen A-Nationalmannschaft absolvierte Lindgren bei den Olympischen Winterspielen 1998 im japanischen Nagano. Der Angreifer kam in allen vier Spielen zum Einsatz, in denen er jedoch punktlos blieb. Die Tre Kronor platzierten sich nach dem Viertelfinalaus gegen Finnland am Turnierende auf dem fünften Rang.

## Erfolge und Auszeichnungen
- 1994 Årets nykomling
- 2006 Aufstieg in die Elitserien mit dem Skellefteå AIK (als Assistenztrainer)

### International
- 1992 Silbermedaille bei der U18-Junioren-Europameisterschaft
- 1993 Silbermedaille bei der U20-Junioren-Weltmeisterschaft
- 1994 Silbermedaille bei der U20-Junioren-Weltmeisterschaft

## Karrierestatistik

### International
Vertrat Schweden bei:
| - U18-Junioren-Europameisterschaft 1991 - U18-Junioren-Europameisterschaft 1992 - U20-Junioren-Weltmeisterschaft 1993 | - U20-Junioren-Weltmeisterschaft 1994 - Olympischen Winterspielen 1998 |

(Legende zur Spielerstatistik: Sp oder GP = absolvierte Spiele; T oder G = erzielte Tore; V oder A = erzielte Assists; Pkt oder Pts = erzielte Scorerpunkte; SM oder PIM = erhaltene Strafminuten; +/− = Plus/Minus-Bilanz; PP = erzielte Überzahltore; SH = erzielte Unterzahltore; GW = erzielte Siegtore; 1 Play-downs/Relegation; Kursiv: Statistik nicht vollständig)

## Sonstiges
Der Asteroid (5934) Mats ist nach ihm benannt.